# 电气通信大学短期大学部
电气通信大学短期大学部（日语：／ Denki Tsūshin Daigaku Tanki Daigakubu *）是過去一所位于日本东京都调布市的国立短期大学，於1992年停辦。

## 概要

### 简介
- 短期大学成立于1953年[1]、由电气通信大学经营。招生到于1987年[1]、停办于1992年[1]。

### 历史
- 1953年 电气通信大学短期大学部成立并同时设置通信科[1]。
- 1958年 通信工学科成立[1]。
- 1966年 电子工学科和专科通信专攻成立[1]。
- 1969年 通信科变更为电波通信学科[1]。
- 1983年 电波通信学科和电子工学科招生最后[1]。
- 1984年 电波通信学科和电子工学科改编为电子信息学科[1]。
- 1987年 招生最后[1]。
- 1992年 停办[1]。

## 学校环境
- 校区：在了东京都调布市

## 历任校长
- 寺泽宽一：第一代短期大学校长[2]。
- 角田稔：最后短期大学校长[2]。

## 组织

### 学科
- 电子信息学科
- 电子工学科

### 前学科
- 电波通信学科[注 2]
- 通信工学科[注 2]
- 电子工学科

### 专科
| - 通信专攻 |

### 业余课程
| - 没有 |

## 相关链接
- 日本短期大学列表
- 电气通信大学